# 台湾杜鹃
台湾杜鹃（学名：Rhododendron formosanum），为杜鹃花科杜鹃花属下的一个植物种。